# Supak Jomkoh
Supak Jomkoh (Thai: สุภัค จอมเกาะ; * 4. September 1996 in Nakhon Ratchasima) ist ein thailändischer Badmintonspieler. 

## Karriere
Supak Jomkoh wurde 2014 mit seinem Nationalteam Dritter bei den  Juniorenweltmeisterschaften. 2018 siegte er bei den Nepal International, 2019 bei den Slovak International. Bei den Olympischen Spielen in Paris 2024 wurde er im Herrendoppel gemeinsam mit Kittinupong Kedren Fünfter.